# Aralia scaberula
Aralia scaberula là một loài thực vật có hoa trong Họ Cuồng. Loài này được G.Hoo mô tả khoa học đầu tiên năm 1965.